# 松坂暖
松坂 暖（まつざか だん、英語: Daniel Lewis MATSUZAKA、1997年8月13日 - ）はイングランド出身のプロサッカー選手。
日本人の父とイギリス人の母のハーフであり、ロンドンで生まれ育った。英国名はダニエルだが日本名はダニエル(Daniel)の短縮愛称のダン(Dan)から暖とした。

## 来歴
サウスエンド・ユナイテッドFCのユースチームにて育つ。FAユースカップへ出場するなどして経験を積んだ。
2014年3月のU18ルートン・タウンFC戦にてディフェンダーでありながらチーム唯一のゴールをあげ勝利に貢献するなど活躍を見せた。

### クラブ
2015-16シーズンには背番号34を与えられていたが、2017-18シーズンは28を着けている。
2016年8月、EFLトロフィーのブライトン・アンド・ホーヴ・アルビオン U23戦にてファーストチームデビュー、28分からの途中出場であった。
2017年5月にはクラブが契約延長を発表した。
2017年9月のセントラル・リーグ・カップにおけるバーネットFC戦、チームの1-0勝利に貢献する貴重な得点を記録するなど、評価を上げていたが、同年10月に行われたエセックスシニアカップ3回戦でビラリキー・タウンFC相手に7失点で大敗した際、フィル・ブラウン監督からニコ・コットンとともに「ファーストチームでプレイできると言われているがまったくそうは見えなかった」と名指しで酷評を受けた。
2017-2018シーズン終了後にサウスエンド・ユナイテッドFCを退団。
2018年8月、カターレ富山に加入、背番号は25を与えられた。2018年11月23日、クラブから退団が発表された、Jリーグでの出場はなかった。
2019年1月18日、イングランドの5部リーグ相当のカンファレンス・ナショナルに属するブレントリー・タウンFCへの加入が発表された。

### 代表
2015年のU-18日本代表のイングランド遠征トレーニングメンバーに選ばれ、バーミンガム・シティU-18、リバプールU-18との2試合に出場した。

## 所属クラブ
- 2014年 - 2018年  サウスエンド・ユナイテッドFC
- 2018年  カターレ富山

## 個人成績
| 国内大会個人成績 | 国内大会個人成績 | 国内大会個人成績 | 国内大会個人成績 | 国内大会個人成績 | 国内大会個人成績 | 国内大会個人成績 | 国内大会個人成績 | 国内大会個人成績 | 国内大会個人成績 | 国内大会個人成績 | 国内大会個人成績 |
| 年度             | クラブ           | 背番号           | リーグ           | リーグ戦         | リーグ戦         | リーグ杯         | リーグ杯         | オープン杯       | オープン杯       | 期間通算         | 期間通算         |
| 年度             | クラブ           | 背番号           | リーグ           | 出場             | 得点             | 出場             | 得点             | 出場             | 得点             | 出場             | 得点             |
| 日本             | 日本             | 日本             | 日本             | リーグ戦         | リーグ戦         | リーグ杯         | リーグ杯         | 天皇杯           | 天皇杯           | 期間通算         | 期間通算         |
| ---------------- | ---------------- | ---------------- | ---------------- | ---------------- | ---------------- | ---------------- | ---------------- | ---------------- | ---------------- | ---------------- | ---------------- |
| 2018             | 富山             | 25               | J3               | 0                | 0                | -                | -                |                  |                  |                  |                  |
| 通算             | 日本             | 日本             | J3               | 0                | 0                | -                | -                |                  |                  |                  |                  |
| 総通算           | 総通算           | 総通算           | 総通算           | 0                | 0                | 0                | 0                |                  |                  |                  |                  |